# Xavier McKinney
Xavier McKinney (* 8. August 1999 in Roswell, Georgia) ist ein US-amerikanischer American-Football-Spieler auf der Position des Safeties. Aktuell spielt er für die Green Bay Packers in der National Football League (NFL).

## Frühe Jahre
McKinney wuchs in seiner Geburtsstadt auf und besuchte dort die Roswell High School, für die er in der Football- und Basketballmannschaft aktiv war. In der Footballmannschaft wurde er auf verschiedenen Positionen in der Defense sowie als Wide Receiver eingesetzt. Er galt als einer der besten Safeties seines Jahrgangs. Nach seinem Highschoolabschluss erhielt er ein Stipendium der University of Alabama aus Tuscaloosa, Alabama, für die er von 2017 bis 2019 ebenfalls in der Footballmannschaft aktiv war. Bereits in seinem ersten Jahr kam er regelmäßig für sein neues Team zum Einsatz, primär jedoch in den Special Teams. Ab seinem 2. Jahr wurde er zumeist in der Defense eingesetzt. Insgesamt kam McKinney in 41 Spielen zum Einsatz und konnte dabei 176 Tackles, 6 Sacks, 5 Interceptions und 2 Touchdowns verzeichnen. Auch mit seinem Team war McKinney erfolgreich, so konnte er 2017 das College Football Playoff National Championship Game sowie den Sugar Bowl, 2018 zunächst die SEC und daraufhin den Capital One Bowl sowie 2019 den Citrus Bowl gewinnen. Auch persönlich wurde McKinney 2019 ins First-Team All-SEC gewählt.

## NFL
Beim NFL Draft 2020 wurde McKinney in der 2. Runde an 36. Stelle von den New York Giants ausgewählt. Allerdings verletzte er sich noch vor Saisonbeginn am Fuß und wurde auf die Injured Reserve Liste gesetzt. Sein NFL-Debüt gab er schließlich am 12. Spieltag der Saison 2020 beim 19:17-Sieg gegen die Cincinnati Bengals. Am 14. Spieltag stand er bei der 7:26-Niederlage gegen die Arizona Cardinals auch erstmals in der Startformation der Giants. Nachdem er bereits am 16. Spieltag bei der 13:27-Niederlage gegen die Baltimore Ravens 8 Tackles verzeichnet hatte, konnte er dies am 17. Spieltag beim 23:19-Sieg gegen die Dallas Cowboys wiederholen. Zusätzlich konnte er bei dem Spiel seine erste Interception in der NFL fangen, diese fing er vom Quarterback der Cowboys, Andy Dalton. Insgesamt beendete McKinney seine Rookie-Saison mit 6 Einsätzen, bei denen er 25 Tackles sowie eine Interception verzeichnete.
In der Saison 2021 konnte sich McKinney schließlich als Stammspieler in der Defense der Giants etablieren. Bereits beim ersten Saisonspiel, einer 13:27-Niederlage gegen die Denver Broncos, war er als Starter gesetzt und konnte drei Tackles verzeichnen. Am 6. Spieltag konnte er bei der 11:38-Niederlage gegen die Los Angeles Rams gleich zwei Interceptions fangen, je eine von Matthew Stafford und John Wolford. Dies gelang ihm drei Wochen später, am 9. Spieltag, beim 23:16-Sieg gegen die Las Vegas Raiders erneut, diesmal fing er zwei Pässe von Derek Carr ab. Die erste der beiden Interceptions konnte er sogar direkt zurück in die Endzone der Raiders tragen und somit seinen ersten Touchdown in der NFL erzielen. Daneben konnte er in dem Spiel noch sieben Tackles verzeichnen. Aufgrund dieser starken Leistung wurde er zum NFC Defensive Player of the Week ernannt. Auch am 12. Spieltag gelang ihm beim 13:7-Sieg gegen die Philadelphia Eagles eine Interception, diesmal von Jalen Hurts. Insgesamt konnte er somit in der Saison fünf Interceptions verzeichnen, die meisten aller Spieler der Giants in dieser Saison.
Auch in die Saison 2022 ging er als Stammspieler in der Defense der Giants. Am 6. Spieltag konnte er beim 24:20-Sieg gegen die Baltimore Ravens insgesamt 9 Tackles verzeichnen, bis dato seine Karrierehöchstleistung. Am 8. Spieltag erreichte er bei der 13:27-Niederlage gegen die Seattle Seahawks seinen ersten Sack in der Liga an deren Quarterback Geno Smith. In der folgenden Woche brach sich McKinney die Hand, weswegen er fast die gesamte restliche Regular Season verletzungsbedingt verpasste. Da die Giants 9 Spiele gewannen, konnten sie sich für die Playoffs qualifizieren. Dort trafen sie in der Wildcard-Runde auf die Minnesota Vikings. McKinney konnte bei dem 31:24-Sieg insgesamt acht Tackles verzeichnen. Beim folgenden Spiel gegen die Philadelphia Eagles in der Divisional-Runde gelangen ihm ebenfalls acht Tackles sowie ein Sack an Quarterback Jalen Hurts. Nichtsdestotrotz schieden die Giants nach einer 7:38-Niederlage aus.
Erstmals in seiner Karriere lief McKinney in allen 17 Spielen der Saison 2023 als Starter auf das Feld. In Woche 11 stellte er beim 31:19-Auswärtssieg bei den Washington Commanders mit 13 Tackles (davon 8 Solotackles) einen neuen persönlichen Bestwert auf. Sein erorberter Fumble in der Mitte des ersten Viertels führte wenig später zum Touchdown. Eine Woche später gegen die New England Patriots gelang ihm eine Interception gegen Quarterback Bailey Zappe, die er 18 Yards weit zurücktragen konnte. Damit bereitete er das siegbringende 42-Yards-Field-Goal vor. Am Ende der Saison standen für ihn mit 116 Tackles und 11 verteidigten Pässen sowie 2 eroberten Fumbles jeweils neue Karrierebestwerte zu Buche. Sein Team landete jedoch mit einer 6:11-Bilanz abgeschlagen auf dem dritten Tabellenplatz der NFC East und verpasste damit klar die Playoffs.
Im März 2024 unterschrieb McKinney einen Vierjahresvertrag im Wert von 67 Millionen US-Dollar bei den Green Bay Packers. In der Saison 2024 eroberte er sich auf Anhieb einen Stammplatz in der Startaufstellung der Packers, wie schon im Vorjahr lief er auch bei seinem neuen Team in jedem Spiel als Starter auf. In jedem der ersten fünf Saisonspiele gelang ihm eine Interception. Das war die längste Serie in der Franchise-Geschichte. Er schloss die Saison mit 85 Tackles, einem Sack, 11 abgewehrten Pässen acht Interceptions – dem zweitbesten Wert in der NFL in dieser Saison – und einem zurückeroberten Fumble ab. Als erster Safety der Packers seit 24 Jahren wurde er in das First Team All-Pro gewählt. Zum ersten Mal in seiner Karriere wurde er mit der Nominierung für den Pro Bowl belohnt.

## Karrierestatistiken

### Regular Season
| Saison                             | Team             | Spiele | Spiele  | Tackles | Tackles | Tackles | Tackles | Interceptions | Interceptions | Interceptions | Interceptions | Interceptions | Interceptions | Fumbles | Fumbles | Fumbles |
| Saison                             | Team             | Gesamt | Starter | Gesamt  | Solo    | Assist  | Sacks   | PD            | Int           | Yards         | Durchschnitt  | Lang          | TD            | FF      | FR      | TD      |
| ---------------------------------- | ---------------- | ------ | ------- | ------- | ------- | ------- | ------- | ------------- | ------------- | ------------- | ------------- | ------------- | ------------- | ------- | ------- | ------- |
| 2020                               | Giants           | 6      | 4       | 25      | 14      | 11      | 0,0     | 1             | 1             | 0             | 0,0           | 0             | 0             | 0       | 0       | 0       |
| 2021                               | Giants           | 17     | 16      | 93      | 59      | 34      | 0,0     | 10            | 5             | 64            | 12,8          | 41            | 1             | 0       | 0       | 0       |
| 2022                               | Giants           | 9      | 9       | 45      | 29      | 16      | 1,0     | 5             | 0             | 0             | 0,0           | 0             | 0             | 1       | 0       | 0       |
| 2023                               | Giants           | 17     | 17      | 116     | 78      | 38      | 0,5     | 11            | 3             | 22            | 7,3           | 18            | 0             | 1       | 2       | 0       |
| 2024                               | Packers          | 17     | 17      | 88      | 16      | 28      | 1,0     | 11            | 8             | 128           | 11,6          | 48            | 0             | 0       | 1       | 0       |
| Gesamte Karriere                   | Gesamte Karriere | 66     | 63      | 367     | 240     | 127     | 2,5     | 38            | 17            | 214           | 12,6          | 48            | 1             | 2       | 3       | 0       |
| Quelle: pro-football-reference.com |                  |        |         |         |         |         |         |               |               |               |               |               |               |         |         |         |

### Postseason
| Saison                             | Team             | Spiele | Spiele  | Tackles | Tackles | Tackles | Tackles | Interceptions | Interceptions | Interceptions | Interceptions | Interceptions | Interceptions | Fumbles | Fumbles | Fumbles |
| Saison                             | Team             | Gesamt | Starter | Gesamt  | Solo    | Assist  | Sacks   | PD            | Int           | Yards         | Durchschnitt  | Lang          | TD            | FF      | FR      | TD      |
| ---------------------------------- | ---------------- | ------ | ------- | ------- | ------- | ------- | ------- | ------------- | ------------- | ------------- | ------------- | ------------- | ------------- | ------- | ------- | ------- |
| 2022                               | Giants           | 2      | 2       | 16      | 8       | 8       | 1,0     | 2             | 0             | 0             | 0,0           | 0             | 0             | 1       | 0       | 0       |
| 2024                               | Packers          | 1      | 1       | 5       | 2       | 3       | 0,0     | 0             | 0             | 0             | 0,0           | 0             | 0             | 0       | 0       | 0       |
| Gesamte Karriere                   | Gesamte Karriere | 3      | 3       | 21      | 10      | 11      | 1,0     | 2             | 0             | 0             | 0,0           | 0             |               | 1       | 0       | 0       |
| Quelle: pro-football-reference.com |                  |        |         |         |         |         |         |               |               |               |               |               |               |         |         |         |